# Spoorlijn 163A
Spoorlijn 163A was een Belgische spoorlijn die Bertrix verbond met Muno en verder naar Frankrijk. Het Belgische gedeelte van de lijn was 26 km lang.

## Geschiedenis
De aanleg van de spoorlijn werd begonnen in 1900 als een internationale verbinding tussen België en het Franse industriebekken van Chiers. Hoewel de verbinding naar Florenville technisch het best haalbaar was, werd om politieke redenen gekozen voor Bertrix als aansluiting op het Belgische spoorwegennet. Door het geaccidenteerde karakter van de omgeving waren grote kunstwerken nodig. Drie tunnels (waaronder een 1550 m lange tunnel tussen Herbeumont en Sainte-Cécile), drie viaducten (waaronder het 38 m hoge en 150 m lange viaduct van Conques bij Herbeumont) en 24 bruggen. De lijn werd aangelegd zonder overwegen. Door de enorme kunstwerken kostte de spoorlijn ongeveer 28 miljoen Belgische franken, een enorm hoog bedrag in die tijd.
Bij het begin van de Eerste Wereldoorlog in 1914 werd de lijn door de Duitsers geopend, als onderdeel van de verbinding Remagen - Gerolstein - Prüm - Lommersweiler - Gouvy - Libramont - Bertrix - Carignan. Na de wapenstilstand in 1918 werd de grenssectie tussen Messempré en Muno opgebroken door de Fransen. Op 15 mei 1919 werd de lijn tussen Bertrix en Muno geopend voor het gewone reizigersverkeer. Er was een vereenvoudigde exploitatie: de treinbiljetten werden door het treinpersoneel verkocht. Het reisgoed dat niet werd afgehaald bij de treinaankomst of bij de voor beperkt tijd geopende burelen, werd teruggezonden naar Bertrix.
Bij het begin van de Tweede Wereldoorlog werd de grenssectie opnieuw aangelegd door de Duitse bezetter. In 1944 werden enkele viaducten vernield, maar het treinverkeer kon blijven doorgaan tussen Bertrix en Orgéo-Ardoisières. Op 14 februari 1949 werd de lijn tussen Bertrix en Muno opnieuw geopend voor het reizigersverkeer.

### Einde
Op 23 februari 1959 kwam er een eind aan het reizigersverkeer op deze lijn. Goederenvervoer bleef nog plaatsvinden tot 1961. Daarna reed nog jaarlijks een bijzondere reizigerstrein tot Herbeumont, voor rekening van TOP-vakanties die daar een vakantiekolonie uitbaatte.
Op 26 maart 1969 werd de lijn buiten dienst gesteld, en in 1973 opgebroken. Op de bedding tussen Sainte-Cécile en de Franse grens werd een RAVeL fiets- en wandelpad aangelegd in asfalt (7,8 Km). De rest van de bedding is nog mooi te volgen in het landschap (inclusief de tunnels).
De spoorlijn was enkelsporig uitgevoerd en werd nooit geëlektrificeerd.

## Aansluitingen
In de volgende plaatsen is of was er een aansluiting op de volgende spoorlijnen:
Y Orgéo
Spoorlijn 165 tussen Libramont en Athus
Muno
RFN 214 000, spoorlijn tussen Carignan en Messempré